# Cheilanthes pentagona
Cheilanthes pentagona är en kantbräkenväxtart som beskrevs av Schelpe och N.C.Anthony. Cheilanthes pentagona ingår i släktet Cheilanthes och familjen Pteridaceae. Inga underarter finns listade.